# Ctenopterella fluvialis
Ctenopterella fluvialis är en stensöteväxtart som beskrevs av Barbara S. Parris. Ctenopterella fluvialis ingår i släktet Ctenopterella och familjen Polypodiaceae. Inga underarter finns listade.